# Begraafplaats Daelwijck

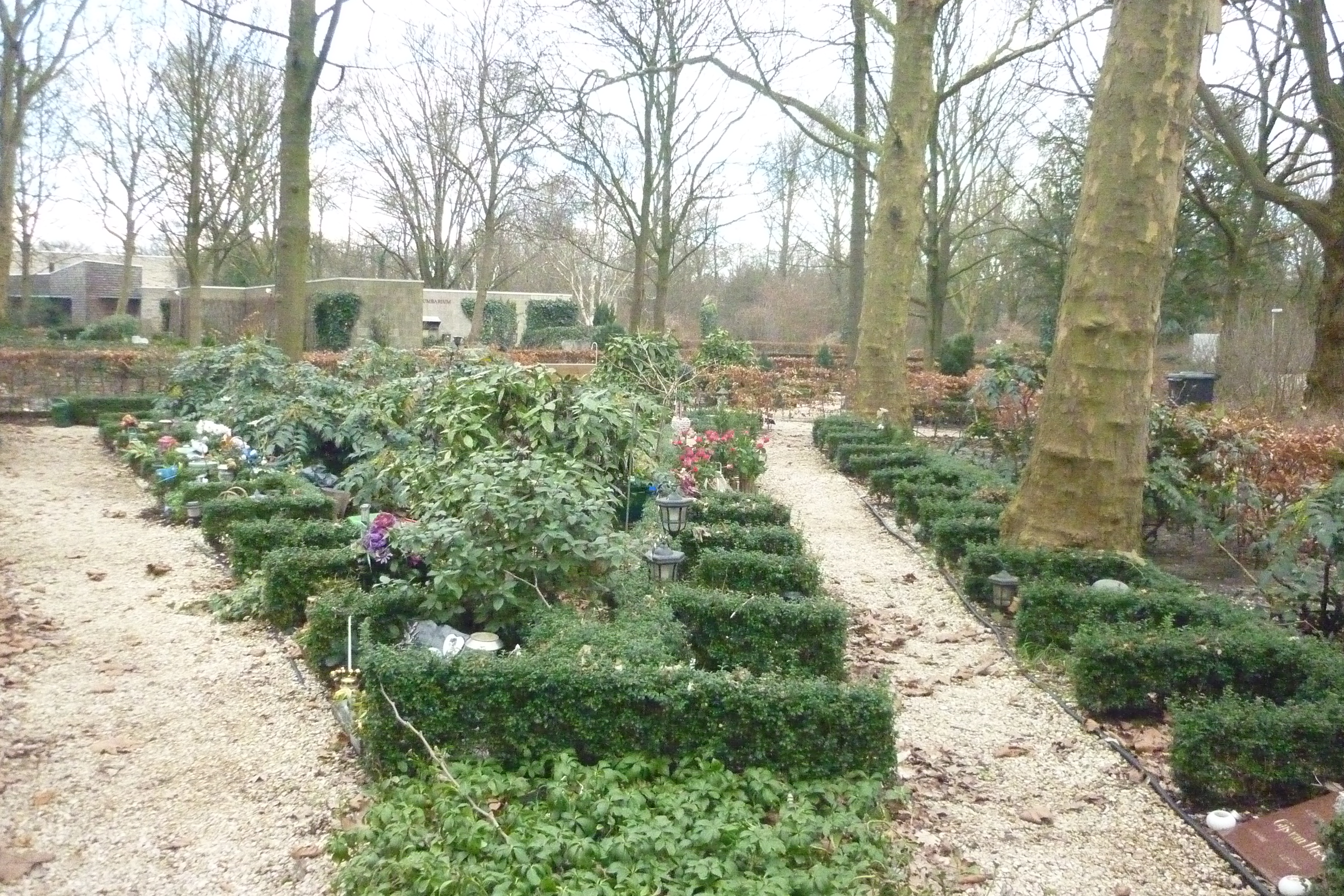
Kindergrafjes

Daelwijck is een begraafplaats en crematorium in de Nederlandse stad Utrecht.
Het is gelegen aan de noordkant van de stad Utrecht in de wijk Overvecht.

## Begraafplaats
In 1967 is de begraafplaats in gebruik genomen. Daarbij is ook een aparte kinderbegraafplaats.
Diverse kunstenaars, waaronder Jan van der Vaart, vervaardigden kunstwerken die op of in Daelwijck zijn geplaatst.
Daelwijck wordt of werd ook wel de 4e Algemene Begraafplaats van Utrecht genoemd, want hij werd aangelegd na Begraafplaats Soestbergen (1830), Begraafplaats Kovelswade (±1900) en Begraafplaats Tolsteeg (1930).

## Crematorium
Naast de begraafplaats werd in 1970 het crematorium gebouwd. Daarbij zijn ook een urnenmuur en een asverstrooiveld. Naast het crematorium is een grote vijver met fontein. Om de vijver is een grasveld waar bloemen in steekvazen gezet kunnen worden.
Onder meer Dorus, Rudi Falkenhagen, Herman Berkien, Rita Hovink, Fred Kaps, Thea Beckman, Arjen Grolleman, Malando, Willem Frederik Hermans, Mia Smelt en Hans Veerman werden hier gecremeerd.
Hedendaagse:
Begraafplaats Daelwijck ·
Joodse begraafplaats · 
Kovelswade ·
Begraafplaats Sint Barbara ·
Begraafplaats Soestbergen ·
Begraafplaats Tolsteeg

Niet meer bestaand:
Ellendigenkerkhof